# NCsoft
NCsoft er et sydkoreansk online computerspilproducent grundlagt i marts, 1997 af Tak Jim Kim.
Det er verdens største af sin art og har især grundlagt sin succes på spilserien Lineage.[kilde mangler]